# Cha Seung-won
Cha Seung-won (* 7. Juni 1970 in Anyang, Gyeonggi-do, Südkorea) ist ein südkoreanischer Schauspieler.

## Filmografie

### Filme
- 1997: Holiday in Seoul (리데이 인 서울)
- 1998: If the Sun Rises in the West (해가 서쪽에서 뜬다면 Hae-ga Seojjok-eseo Tteundamyeon)
- 1999: Ghost in Love (자귀모 Jagwimo)
- 1999: Attack the Gas Station (주유소 습격 사건 Juyuso Seupgyeok Sageon, Komparse)
- 1999: A Century’s End (세기말 Segimal)
- 2000: Black Honeymoon (신혼여행 Sinhonyeohaeng)
- 2000: Libera Me (리베라 메)
- 2001: Kick the Moon (신라의 달밤 Silla-ui Dalbam)
- 2002: Break Out (라이터를 켜라 Laiteo-reul Kyeora)
- 2002: Jail Breakers (광복절 특사 Gwangbokjeol Teuksa)
- 2003: My Teacher, Mr. Kim (선생 김봉두 Seonsaeng Gim Bong-du)
- 2004: Ghost House (귀신이 산다 Gwisin-i Sanda)
- 2004: Lovely Rivals (여선생 VS 여제자 Yeoseonsaeng VS Yeojeja)
- 2005: Blood Rain (혈의 누 Hyeol-ui Nu)
- 2005: Murder, Take One (박수칠 때 떠나라 Baksuchil Ttae Tteonara)
- 2006: Over the Border (국경의 남쪽 Gukgyeong-uo Namjjok)
- 2007: Small Town Rivals (이장과 군수 Ijanggwa Gunsu)
- 2007: My Son (아들 Adeul)
- 2008: Eye for an Eye (눈에는 눈 이에는 이 Nuneneun Nun Ieneun I)
- 2009: Secret (시크릿)
- 2010: Blades of Blood (구름을 벗어난 달처럼 Gureum Beoseonan Dalcheoreom)
- 2010: 71: Into the Fire (포화 속으로 Pohwa Sokeuro)
- 2012: The Suck Up Project: Mr. XXX-Kisser (Cameo-Auftritt)
- 2014: Man on High Heels (하이힐 High Heel)
- 2018: Believer (독전 Dokjeon)
- 2024: Uprising

### Fernsehserien
- 1997: New York Story (뉴욕 스토리, SBS)
- 1998: Song of the Wind (바람의 노래 Baram-ui Norae, SBS)
- 1998: Barefoot Run (맨발로 뛰어라 Maenballo Ttwieora, MBC)
- 1998: Shy Lover (수줍은 연인 Sujup-eun Yeonin, MBC)
- 1998: Angel’s Kiss (천사의 키스 Cheonsa-ui Kiseu, KBS2)
- 1999: Women vs. Women (여자 대 여자 Yeoja Dae Yeoja, MBC)
- 1999: Roses and Bean Sprouts (장미와 콩나물 Jangmi-wa Kongnamul, MBC)
- 1999: Woman On Top (맛을 보여드립니다 Maseul Boyeodeurimnida, SBS)
- 2003: Bodyguard (보디가드, KBS2)
- 2009: The City Hall (시티홀, SBS)
- 2010: Athena: Goddess of War (아테나: 전쟁의 여신 Atena: Jeonjaeng-ui Yeosin, SBS)
- 2011: The Greatest Love (최고의 사랑 Choi-go-eui Sa-rang, MBC)
- 2014: You’re All Surrounded (너희들은 포위됐다 Neo-hui-deul-eun Po-wi-dwaess-da, SBS)
- 2015: Splendid Politics (화정 Hwa-jeong, MBC)
- 2017: A Korean Odyssey (화유기 Hwa-yu-gi, tvN)
- 2024: The Tyrant (폭군 Pok-gun, Disney+)
- 2025: Mercy for None (광장 Gwang-jang, Netflix)